# Castlecraig

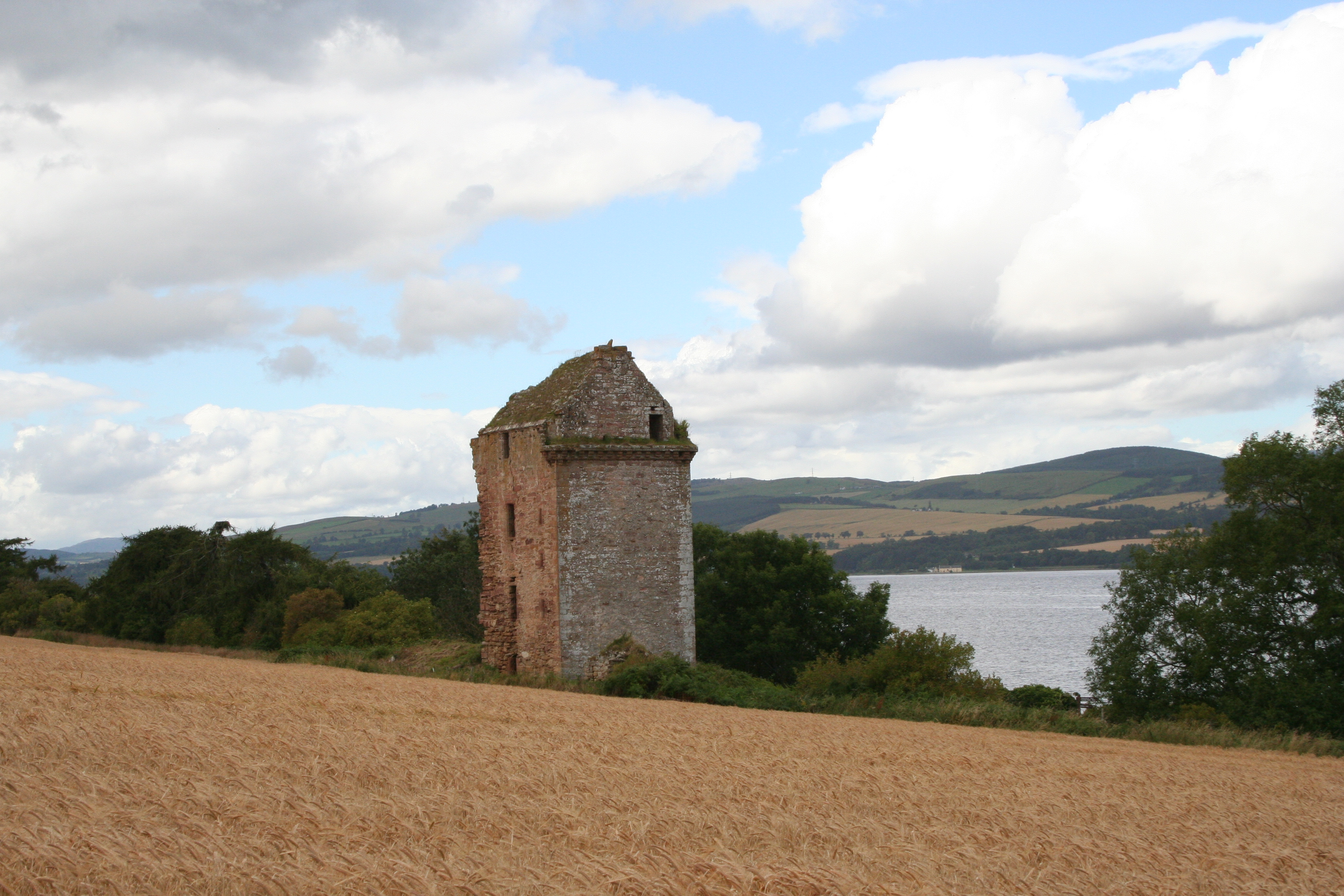
Castlecraig, Black Isle

Castlecraig, auch Craig Castle oder Castle Craig, ist eine Festung aus dem 16. Jahrhundert an der Nordküste der Black Isle in der schottischen Council Area Highland. Sie befindet sich an der Südküste des Cromarty Firth, 5 Kilometer nordöstlich von Culbokie und 19 Kilometer nördlich der Stadt Inverness. Historic Scotland hatte die Burg bis 2015 als historisches Bauwerk der Kategorie A gelistet. Weiterhin ist sie als Scheduled Monument klassifiziert.
Castlecraig ist die Ruine eines Wohnturms. Der Nordostflügel ist intakt und hat noch sein Dach, aber der Nordwestflügel ist zusammengestürzt. Der Turm könnte als Residenz des Bischofs von Ross nach der Reformation gedient haben.